# Чехов (Сахалінська область)
Че́хов (рос. Чехов) — село (з 1947 по 2004 — місто) в Холмському міському окрузі Сахалінської області.
Населення 3,3 тис. осіб (2010).
Село розташоване на західному узбережжі Сахаліну, в гирлі ріки Чеховка та Рудановського, за 129 км від Южно-Сахалінська, і за 44 км від районного центру Холмська.

## Історія

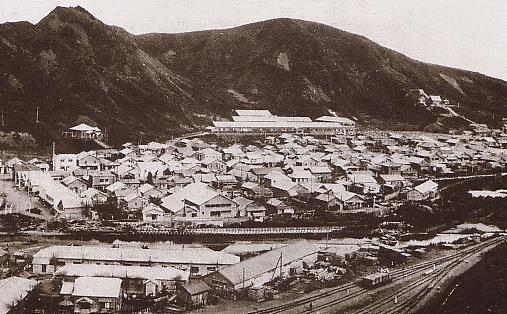
Вид на Ноду (до 1945)

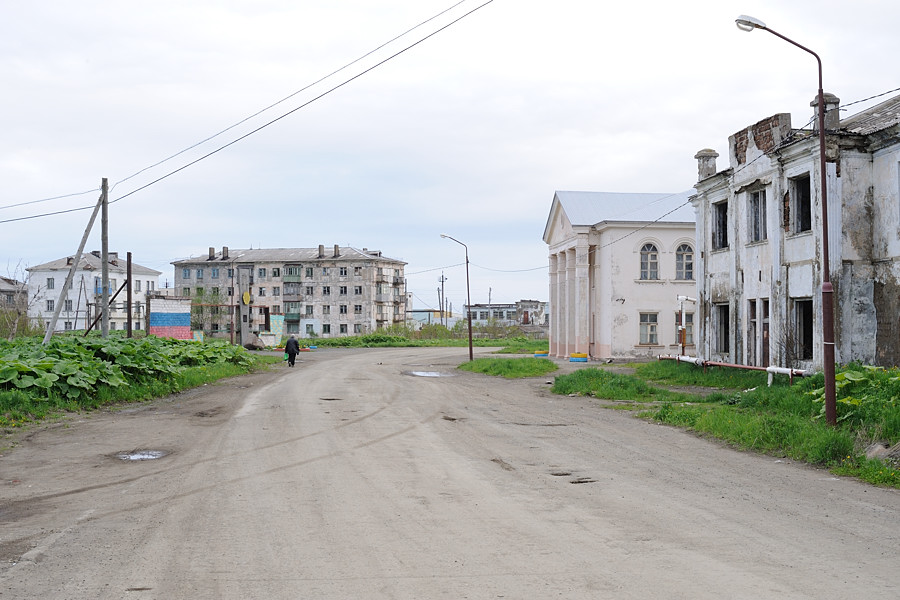
на вулиці Леніна

Місто було засноване після 1905 року під назвою Нода. У 1921 році в населеному пункті з'явилася залізниця. А в лютому 1922 акціонерним папероробної товариством «Оозі» було відкрито целюлозно-паперовий комбінат, що став згодом містоутворюючим підприємством. У 1945, після переходу міста Нода під владу СРСР, одразу було організовано цивільне управління під керівництвом майора Торабріна. Через рік було утворено район, а в 1947 Ноду було перейменовано в Чехов на честь знаменитого російського письменника, який відвідав острів Сахалін наприкінці XIX століття. До цього часу в місті вже працювала семирічна школа, Байковський судноремонтний завод та целюлозно-паперовий комбінат. Наприкінці 1940-х початку 1950-х років введено в дію Чеховський харчокомбінат, на якому почався випуск солодкої продукції. У 1954 з двох дрібних риболовецьких господарств організовано риболовецький колгосп. Приблизно в цей же час розпочато будівництво міського будинку культури, створювалася база відпочинку «Верхнє озеро». До 1980-х років Чехов представляв із себе солідний промисловий центр, що має власну інфраструктуру, з населенням близько 10 тисяч осіб. У місті велося масове будівництво типових багатоповерхівок (не більше 5 поверхів). З початку 1990-х місто поступово почало занепадати, найсильнішим ударом для міста стало закриття Чеховського целюлозно-паперового заводу (ЦПЗ) скорочення штатів Байковського судноремонтного заводу (СРЗ), що були містоутворюючими підприємствами. З 2004 р зважаючи на те що в місті не залишилося промислових підприємств, Чехов позбавили статусу міста.

## Транспорт
Через Чехов проходить траса регіонального значення. До Холмська дорога підтримується в хорошому стані, а до м. Томарі в бездоріжжя можна добратися лише на машинах з високою прохідністю. Також взимку на трасі може бути лавинонебезпечно, оскільки траса пролягає вздовж сопок. Чехов має пряме сполучення з містами Південно-Сахалінськ, Холмськ та Томарі (з Томарі 3 рази на тиждень, лише приміським поїздом). До Холмська з Чехова можна дістатися приміським поїздом або маршрутним таксі. А до Южно-Сахалінська лише маршрутним таксі. Також в селі присутнє внутрішньоміське сполучення представлене маршрутом № 1 (Залізничний вокзал — Вул. Північна), обслуговується двома автобусами: ПАЗ-3205 і КАвЗ 4235, що працюють позмінно.

## Економіка
Нині в Чехові функціонує лише Байковський СРЗ, автомайстерня, цех з обробки деревини та дрібні магазини. Основна частина доходу селян це робота у приватних підприємців, робота вахтовим методом за межами села і рибальство (часто незаконне).

## Населення
| 1925 | 1935 | 1959 | 1970 | 1979 | 1989 | 2002 | 2010 |
| ---- | ---- | ---- | ---- | ---- | ---- | ---- | ---- |
| 4742 | 6533 | 9220 | 7949 | 7881 | 7901 | 4944 | 3389 |

## Клімат
- Середньорічна температура повітря — 4,2 ° C
- Відносна вологість повітря — 70,4%
- Середня швидкість вітру — 5,4 м/с

| Середньодобова температура повітря в Чехові за даними NASA | Середньодобова температура повітря в Чехові за даними NASA | Середньодобова температура повітря в Чехові за даними NASA | Середньодобова температура повітря в Чехові за даними NASA | Середньодобова температура повітря в Чехові за даними NASA | Середньодобова температура повітря в Чехові за даними NASA | Середньодобова температура повітря в Чехові за даними NASA | Середньодобова температура повітря в Чехові за даними NASA | Середньодобова температура повітря в Чехові за даними NASA | Середньодобова температура повітря в Чехові за даними NASA | Середньодобова температура повітря в Чехові за даними NASA | Середньодобова температура повітря в Чехові за даними NASA | Середньодобова температура повітря в Чехові за даними NASA |
| січні                                                      | лютого                                                     | березня                                                    | квітні                                                     | травня                                                     | червня                                                     | липня                                                      | серпня                                                     | вересня                                                    | окт                                                        | листопада                                                  | грудня                                                     | Рік                                                        |
| -7,9 ° C                                                   | -7,0 ° C                                                   | -3,2 ° C                                                   | 1,9 ° C                                                    | 6,1 ° C                                                    | 10,7 ° C                                                   | 14,9 ° C                                                   | 16,7 ° C                                                   | 14,2 ° C                                                   | 8,6 ° C                                                    | 0,5 ° C                                                    | -5,9 ° C                                                   | 4,2 ° C                                                    |
| ---------------------------------------------------------- | ---------------------------------------------------------- | ---------------------------------------------------------- | ---------------------------------------------------------- | ---------------------------------------------------------- | ---------------------------------------------------------- | ---------------------------------------------------------- | ---------------------------------------------------------- | ---------------------------------------------------------- | ---------------------------------------------------------- | ---------------------------------------------------------- | ---------------------------------------------------------- | ---------------------------------------------------------- |